# 澤木啟祐
澤木啟祐（日语：／ Sawaki Keisuke，1943年12月8日—），日本男子田徑運動員，他於1965年在夏季世界大學運動會獲得日本第一面世大運長跑金牌，於1966年在亞洲運動會獲得兩面徑賽金牌。